# Elogio dell'ozio
(Bertrand Russell, L'elogio dell'ozio, Incipit)
Elogio dell'ozio (In Praise of Idleness and Other Essays) è una raccolta di saggi a sfondo sociologico, filosofico ed economico pubblicata da Bertrand Russell nel 1935.
La raccolta riunisce alcuni saggi inediti e altri già pubblicati in precedenza, tra questi ultimi Elogio dell’ozio e Il Mida moderno che apparvero nell'Harper’s Magazine, Gli antenati del fascismo (con titolo diverso) su The Political Quarterly nel Regno Unito e su The Atlantic Monthly negli USA, Scilla e Cariddi, ossia comunismo e fascismo su The Modern Monthly, Il conformismo moderno su The Outlook di New York (successivamente The New Outlook), Educazione e disciplina su The New Statesman and Nation.

## Temi
La raccolta è intitolata come il primo breve saggio del 1932 proposto, di sole 5'026 parole, in cui Russell propone che si lavori per un massimo di 4 ore al giorno al fine di poter dedicare il resto del tempo al pensare, al socializzare, ecc. Gli altri saggi trattano di sociologia, filosofia ed economia ed anche problemi tecnico-architettonici, che sono discussi in un'ottica sociale proponendo soluzioni. La raccolta non tratta affatto esclusivamente delle qualità dell'ozio, ma spazia tra argomenti economici, sociali, politici e filosofici, secondo un'analisi che spesso parte da tempi lontani per poi approdare agli anni della pubblicazione, periodo comunque ricco di tematiche rimaste ancora oggi attuali. 
Il tema comune dei saggi consiste nel mostrare come bigottismo, intolleranza e amore per il lavoro siano causa di sofferenza in una società moderna che invece richiederebbe calma e capacità di rimettere in discussione i dogmi con grande apertura mentale. 
Tra i temi discussi troviamo le ideologie fasciste, comuniste e quelle socialiste, queste ultime le uniche che l'autore sostiene di approvare in modo complessivo, disprezzando i primi due tipi. Inoltre vengono proposte delle analisi e delle soluzioni a problematiche di tipo tecnico-architettonico nel loro riscontro sociale. 
Uno degli ultimi saggi tratta la famosa teoria russelliana con cui si afferma che insetti e uomini abbiano intelligenze complementari, la prima in grado di avere intuizione su tutto ciò che interessa l'umanità ma strutturalmente non interessata a ciò al punto che non può vederne alcunché, la seconda impegnata a comprendere tutto ma che non possiede quel tipo di contatto intuitivo al punto da non poter raggiungere tale comprensione (idee analoghe sull’intuizione, nel primo Novecento, erano state sostenute da Henri Bergson).
La raccolta è divisa in una prefazione e 15 saggi:
1. Elogio dell'ozio
2. Il sapere "inutile"
3. Architettura e questioni sociali
4. Il Mida moderno
5. Gli antenati del fascismo
6. Scilla e Cariddi, ossia comunismo e fascismo
7. In difesa del socialismo
8. La civiltà occidentale
9. Il cinismo dei giovani
10. Il conformismo moderno
11. Uomini contro insetti
12. Educazione e disciplina
13. Stoicismo e salute mentale
14. Delle comete
15. Che cosa è l'anima?

### L'elogio dell'ozio
Nel primo capitolo, Russell mostra una serie di argomentazioni e ragionamenti sul tema del lavoro, dell'economia, dell'etica e della filosofia, allo scopo di mostrare dichiaratamente come "la fede nella virtù del lavoro provoca grandi mali nel mondo moderno, e che la strada per la felicità e la prosperità si trova invece in una diminuzione del lavoro" e come il lavoro "non è assolutamente uno degli scopi della vita umana".
In particolare, secondo i vari aspetti, Russell sostiene che:
- Il lavoro nella cultura e psicologia: Il fatto che il lavoro sia considerato come necessario, come un dovere etico, se non proprio come uno scopo della vita, è in parte una costruzione culturale non necessaria che nasce anche dall'interesse delle persone più agiate ad oziare a spese delle persone meno agiate.[6] In secondo luogo, la sensazione fallace che il lavoro sia piacevole deriva non soltanto dalla soddisfazione del dovere morale sopra citato, ma anche dalla gioia che si prova a vedere strumenti, macchine o soluzioni d'ingegno operare nella realtà. Di conseguenza, se il lavoro risulta come un piacere, non è altro che un'illusione.[7]
- L'utilizzo del tempo libero: Russell affronta il problema evidenziato dalla diffusa opinione che le persone - in particolare se delle classi meno agiate e acculturate - non apprezzino il tempo libero e tendano ad utilizzarlo per attività dannose a loro stessi e alla società.[8] Pur rifiutando l'opinione sopra esposta, Russell affronta il problema ricordando che le persone nel mondo moderno si dedicano a riposo, frivolezze e attività passive perché già consumate quotidianamente dalle numerose ore di attività che richiede generalmente il lavoro.
- Miglioramento tecnologico e riduzione del lavoro: Il miglioramento tecnologico migliora l'efficienza produttiva che permette di produrre maggiori quantità di beni lavorando meno tempo, ma la seconda conseguenza non si verifica perché l'aumento della produzione si scontra con la scarsità della domanda di beni, che produce a fasi alterne il fallimento delle industrie con la conseguenza che i lavoratori vengano occupati troppo (tempo di lavoro eccessivo) o troppo poco (disoccupazione).[9]
- Raggiungimento della sufficienza della produzione: Nel periodo pre-bellico e bellico tra i paesi Alleati si è dimostrato che è già stata raggiunta una produzione di beni sufficienti al sostentamento dell'intera popolazione, dato che si è in quel periodo raggiunto il massimo benessere per la popolazione nonostante un gran numero di persone venisse rimosso dal proprio lavoro per essere impiegato in attività belliche, dal soldato, alla fabbricazione di munizioni, allo spionaggio e alla propaganda.[10]

Vengono infine esposte le conseguenze positive che avrebbe un'organizzazione del lavoro che richiedesse poche ore di lavoro, dallo svilupparsi delle attività artistiche per il maggior tempo libero e di studio, all'estendersi delle attività di pubblica utilità, al libero sviluppo di attività di ricerca originale, fino al ridursi degli impulsi bellici che richiederebbero un ritorno a maggiori ore di lavoro.

## Edizioni
- (EN) Bertrand Russell, In Praise of Idleness and Other Essays, UK, George Allen & Unwin Ltd, 1935.
- Bertrand Russell, Elogio dell'ozio, traduzione di Elisa Marpicati, 2 ed., collana Il cammeo (volume 429), Longanesi, 2005,  pp. 197, cap. 15, ISBN 88-304-2153-7.